# 88分鐘
《88分钟》是一部2007年的美國驚悚電影，由瓊·艾弗納執導，主演是阿爾·柏仙奴、艾莉西亞·維特、莉莉·索碧斯基、威廉·佛塞、艾米·布倫尼曼、黛博拉·卡拉·烏格爾、尼爾·麥克唐納和班傑明·麥肯錫。

## 演員
- 阿爾·柏仙奴 飾演 Dr. Jack Gramm
- 翠兒碧·格拉佛（英语：Trilby Glover） 飾演 Defense Attorney Miss Bennett
- 艾莉西亞·維特 飾演 Kim Cummings
- 莉莉·索碧斯基 飾演 Lauren Douglas/Lydia Doherty
- 艾米·布倫尼曼（英语：Amy Brenneman） 飾演 Shelly Barnes
- 威廉·佛塞 飾演 特別探員Frank Parks
- 黛博拉·卡拉·烏格爾 飾演 Carol Johnson
- 班傑明·麥肯錫 飾演 Mike Stempt
- 尼爾·麥克唐納 飾演 Jon Forster
- 蕾亞·凱恩斯（英语：Leah Cairns） 飾演 Sara Pollard
- 史提芬·莫耶 飾演 Guy LaForge
- Christopher Redman 飾演 Jeremy Guber
- 布倫丹·弗萊徹（英语：Brendan Fletcher） 飾演 Johnny d'Franco
- 麥可·艾克隆（英语：Michael Eklund） 飾演 J. T. Rycker
- Carrie Genzel 飾演 Stephanie Parkman
- Kristina Copeland 飾演 Dale Morris
- Tammy Hui 飾演 Janie Cates
- Vicky Huang（英语：Vicky Huang） 飾演 Joanie Cates
- Victoria Tennant II 飾演 Kate
- Michal Yannai（英语：Michal Yannai） 飾演 Leeza Pearson
- 保羅·坎貝爾 飾演 Albert Jackson

## 外部連結
- 開眼電影網上《死亡倒數88分鐘》的資料（繁體中文）
- 豆瓣电影上《88分钟》的資料 （简体中文）
- 时光网上《88分钟》的資料（简体中文）
- AllMovie上的资料（英文）
- 爛番茄上的資料（英文）
- Box Office Mojo上的資料（英文）
- TCM电影资料库上的资料（英文）
- Metacritic上的資料（英文）
- 互联网电影数据库（IMDb）上的资料（英文）